# Niedersächsisches Zentrum für Biomedizintechnik, Implantatforschung und -entwicklung

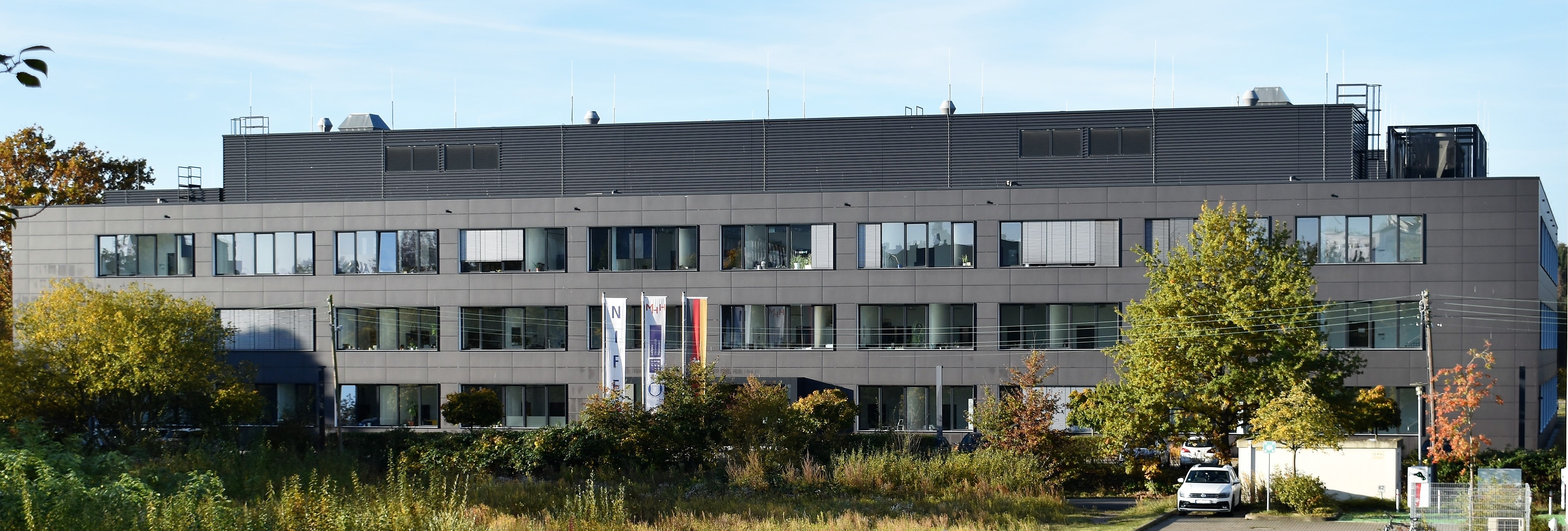
Gebäude des NIFE in Hannover am Stadtfelddamm

Das Niedersächsische Zentrum für Biomedizintechnik, Implantatforschung und -entwicklung (NIFE) [naif] ist eine gemeinsame Einrichtung von Medizinischer Hochschule Hannover (MHH), Leibniz Universität Hannover (LUH), Stiftung Tierärztliche Hochschule Hannover (TiHo) und Laser Zentrum Hannover e.V. (LZH), die Grundlagenforschung zu Implantaten und klinische Anwendung miteinander verzahnt. Seit 2016 hat das NIFE offiziell seinen Sitz im Medical Park Hannover unweit der MHH.

## Entstehung und Zielsetzung
Im November 2008 wurde das kooperative Forschungszentrum NIFE als gemeinsame wissenschaftliche Einrichtung von MHH, LUH, TiHo und LZH gegründet, um Kompetenzen zur Implantatforschung zu bündeln. Seit 2015 verfügt das NIFE über ein eigenes Gebäude; 2016 wurde es durch Bundesforschungsministerin Johanna Wanka offiziell eröffnet. Die Gebäudefinanzierung in Höhe von etwa 60 Mio. Euro wurde im Wesentlichen vom Bund und vom Land Niedersachsen getragen; einen erheblichen Anteil zugunsten des kardiovaskulären Bereichs übernahm außerdem die Braukmann-Wittenberg-Stiftung. Das in Hannover im Stadtteil Groß-Buchholz in der Nähe der MHH und anderer medizinischer Forschungs- und Versorgungseinrichtungen angesiedelte NIFE-Gebäude bietet auf 13.200 m² Laborfläche Platz für 300 Forschende.
Die Entstehung des NIFE geht auf große, Drittmittel geförderte und kooperative Forschungsprojekte der drei beteiligten Hochschulen zurück, die – ergänzt um die Expertise des LZH – Wissen und Erfahrung in unterschiedlichen Schwerpunktbereichen in die Kooperation einbringen: die MHH Expertise in Immunologie, Infektiologie, Regenerativer Medizin und Biomedizintechnik, die LUH Expertise in Ingenieur- und Materialwissenschaften und die TiHo Expertise in biologischen Prüfmodellen.
Grundgedanke des NIFE ist es, dass der bereits jetzt hohe Bedarf an Implantaten, die verloren gegangene Organfunktionen ersetzen können, nicht zuletzt aufgrund der demographischen Entwicklung weiter zunehmen wird. Entsprechend ist es das Ziel, langlebige Implantate zu entwickeln, die hohe Funktionalität mit Biokompatibilität verbinden und so Komplikationen beispielsweise durch Infektionen, Unverträglichkeitsreaktionen oder Materialermüdung vermeiden helfen. Schwerpunktmäßig ist die Forschung auf Implantate für den dentalen, muskuloskelettalen, kardiovaskulären und audio-neurologischen Bereich ausgerichtet.

## Organisation und Forschungsfelder
Der Aufsichtsrat des NIFE besteht aus der Präsidentin der MHH und den Präsidenten von LUH und TiHo, derzeit (2025) Denise Hilfiker-Kleiner, Volker Epping und Klaus Osterrieder. Der Vorstand setzt sich aus einer Professorin und sieben Professoren der beteiligten Hochschulen zusammen.
Die vier Schwerpunktbereiche Tissue Engineering (Leitung Arjang Ruhparwar), Biohybride, Biokompatibilität, Biodegradation (Leitung Henning Windhagen), Biofunktionalität und Funktionalisierung (Leitung Thomas Lennarz) und Implantatassoziierte Infektionen (Leitung Meike Stiesch) sind über die beiden übergreifenden Core Facilities Biomaterialentwicklung (komm. Leitung  Alexander Heisterkamp) und Biomaterialtestung (Leitung Alexander Heisterkamp) miteinander verknüpft.